# 白猪骨
白猪 骨 （しらい の ほね）は、飛鳥時代の官吏。姓は史、のち宿禰。名は「宝然」（ほね）とも表記する。冠位は務大壱。

## 経歴
天智天皇・天武天皇時代に10年あまり唐に留学し、『日本書紀』巻第二十九によると、土師宿禰甥（はじ の すくね おい）と共に「大唐（もろこし）の学生（ものならいひとども）」、すなわち「遣唐留学生」として唐に留学していたが、白村江の戦いの時に唐側に捕らえられていた猪使連子首（いつかい の むらじ こびと)・筑紫三宅連得許（つくしのみやけ の むらじ とくこ）と共に新羅に入り、天武天皇13年（684年）、新羅送使の大奈末（だいなま）金物儒（こんもつぬ）に率いられて送還された。これを祝して、死刑以外の恩赦が行われた、という。
『続日本紀』巻第一によると、文武天皇4年（700年）、大宝律令撰定の功で、刑部親王以下19人が禄を与えられたが、この中に白猪史骨の名前も、前述の土師甥らと共に位階「務大壱」（正七位上に相当）で記載されている。
「白猪史」一族は、『続紀』巻第八によると、養老4年（720年）5月に「葛井連」に氏姓を改め、『続紀』巻第四十の記述では、延暦10年（791年）正月に宿禰姓を授与されている。『新撰姓氏録』右京諸蕃に「葛井宿禰」がある。